# Frank (Virginie-Occidentale)
Frank est une census-designated place située dans le comté de Pocahontas, dans l’État de Virginie-Occidentale, aux États-Unis. Lors du recensement de 2020, elle comptait 79 habitants.